# Honoré Bouche
Honoré Bouche (* 1598 in Aix-en-Provence; † 25. März 1671 ebenda) war ein französischer Regionalhistoriker.

## Leben und Werk
Honoré Bouche wurde 1625 zum katholischen Priester geweiht. Er war promovierter Theologe und Propst. Bouche veröffentlichte 1664 im Alter von 65 Jahren eine zweibändige Geographie und Geschichte der Provence. In der Romanistik ist er bekannt als Vertreter der These von der okzitanischen (provenzalischen) Sprache als der Mutter der romanischen Sprachen. So sagt er etwa: «La langue provençale était la mère de la langue italienne d’aujourd’hui» (Die provenzalische Sprache war die Mutter der heutigen italienischen Sprache). Diese Sichtweise ist als „Übertragung der literaturgeschichtlichen auf die sprachgeschichtlichen Verhältnisse“ zu deuten.

## Werke (Auswahl)
- La chorographie ou Description de Provence et l'histoire chronologique du même pays. C. David, Aix-en-Provence 1664. Rollin, Paris 1736.
- La Sainte Vierge de Laurette, ou Histoire des divers transports de la maison de la glorieuse Vierge Marie qui estoit en Nazareth et la description des miracles et des choses merveilleuses qui se trouvent en cette saincte maison. Lebeau, Paris 1686.